# Томислав Бушич
Томислав Бушич (хорв. Tomislav Bušić, нар. 2 лютого 1986, Спліт) — хорватський футболіст, нападник клубу «Фламуртарі» .

## Клубна кар'єра
Народився 2 лютого 1986 року в місті Спліт. Вихованець юнацьких команд футбольних клубів «Младость» (Проложац) та «Хайдук» (Спліт).
У дорослому футболі дебютував 2004 року виступами за команду клубу «Хайдук» (Спліт), в якій провів три сезони, взявши участь у 64 матчах чемпіонату і в 2005 році виграв чемпіонат і суперкубок Хорватії. Більшість часу, проведеного у складі «Хайдука», був основним гравцем атакувальної ланки команди. У складі «Хайдука» був одним з головних бомбардирів команди, маючи середню результативність на рівні 0,42 голу за гру першості.
Влітку 2007 року Томислав був узятий в річну оренду київським «Динамо» в обмін на Флоріна Черната і відразу потрапив в заявку команди на Суперкубок України, де кияни обіграли «Шахтар» та взяли трофей, але хорват на поле так і не вийшов. Після цього Томислав виступав виключно в чемпіонаті дублерів (8 матчів і 1 гол), а також зіграв один тайм в першій лізі за «Динамо-2» проти «Прикарпаття» (1:0). В кінці того ж року повернувся в «Хайдук».
У червні 2009 року Бушич підписав трирічний контракт з ізраїльським «Маккабі» (Петах-Тіква), у складі якого провів один сезон, після чого повернувся до Хорватії, цього разу в «Славен Белупо». 
З початку 2013 року став гравцем азербайджанського «Сімурга», проте вже влітку того ж року  став гравцем албанського клубу «Влазнія».
До складу клубу «Тирана» приєднався 10 липня 2014 року. Відтоді встиг відіграти за команду з Тирани 33 матчі в національному чемпіонаті.

## Виступи за збірну
Протягом 2005–2008 років залучався до складу молодіжної збірної Хорватії. На молодіжному рівні зіграв у 29 офіційних матчах, забив 13 голів.

## Досягнення
- Чемпіон Хорватії (1): 2005
- Володар Суперкубка Хорватії (1): 2005
- Володар Суперкубка України (1): 2007